# Лопухин, Пётр Аврамович Большой
Пётр Аврамович Лопухин Большой (1636 — 12 мая 1701) — русский государственный деятель XVII века.
Родился в семье головы московских стрельцов Авраама Никитича Лопухина.

## Биография
В 1654 году пожалован из дворян московских в стряпчие. В составе свиты царя Алексея Михайловича участвовал в воинских походах на Польшу и Литву (1654—1656), за проявленную храбрость и доблесть по царскому указу пожалован вотчинами. Голова московских стрельцов в 1662-1666 годах. С июня по декабрь 1666 года находился в Переславль-Залесском уезде у «соляного завода». Стрелецкий голова в Астрахани (1670). В 1672 году пожалован в стольники. Возглавил поход в Курск (1675). В 1676 году проводил набор в стрелецкую службу в Городце, а 1678 году — перепись земельных владений в Каргопольском уезде.
1 мая 1682 года, во время стрелецкого бунта, получил назначение в полковники к московским стрельцам, но не был принят мятежниками и спустя три недели получил отставку. По обвинению в участии в стрелецком бунте сослан в Кольский острог (1682), но по требованию стрельцов возвращён с пути и направлен в свои ярославские вотчины, однако уже (сентябрь 1682) в прежнем звании встаёт на защиту царей Ивана V и Петра I Алексеевичей во время мятежа князя Хованского и сопровождает их в известных переездах из Саввинского монастыря в Коломенское, Воздвиженское и Троице-Сергиеву лавру, «за мужество, верную службу и усердное радение» пожалован новыми вотчинами.
В январе 1683 года назначен главой Каменного приказа, с последующим пожалованием в думное дворянство. В марте 1689 года, по случаю венчания государя Петра Алексеевича с племянницей Евдокией Фёдоровной, был пожалован в окольничие и назначен руководителем Ямского приказа, а также получил во владение обширные поместья в Саранском и Пензенском уездах. Вновь во время заговора царевны Софьи Алексеевны и бегства царя Петра I с семьёй в Троице-Сергиеву лавру, первым со своим войском приходит на защиту его и своей племянницы царицы Евдокии (1689). В мае 1690 года возведен в сан ближнего боярина, после чего получил назначение в судьи Приказа Большого Дворца и Судного дворцового приказа, параллельно оставаясь главой Каменного приказа.
В начале 1691 года направлен на воеводство в Казань, где оставался до конца 1692 года. После возвращения в Москву повелел воздвигнуть в своей подмосковной вотчине — селе Савинском Богородского уезда деревянную церковь Сергия Радонежского, которая была построена в 1694 году. Осенью того же года принял участие в Кожуховском походе Петра I в качестве одного из руководителей военной группировки, противостоявшей царской рати.
Вскоре после его окончания, в январе 1695 года, был арестован по обвинению «в государственном в великом деле» и подвергнут пыткам.
Последние годы жизни, будучи тяжело больным, провел безвыездно в Москве, на своём дворе близ Маросейки в Колпачном переулке, где незадолго до смерти в марте 1701 года начал возведение каменных палат. Похоронен в фамильной усыпальнице в церкви Михаила Архангела Спасо-Андроникова монастыря.

## Семья
- Жена — Татьяна Петровна, урождённая княжна Болховская (1641—1708)[9].

Дети:
- Иван Петрович (1679—1734), гвардейский полковник.
- Александр Петрович (1683—1728), действительный статский советник.
- Татьяна Петровна (ум. 1714)